# Donje Tlamino
Donje Tlamino (cyr. Доње Тламино) – wieś w Serbii, w okręgu pczyńskim, w gminie Bosilegrad. W 2011 roku liczyła 162 mieszkańców.